# Anglaspis
Anglaspis macculloughi
Genre
Espèces de rang inférieur
- †Anglaspis macculloughi Woodward, 1891 espèce type
- Autres espèces : Voir paragraphe #Liste des espèces

Espèce
Anglaspis est un genre fossile d'agnathes hétérostracans cyathaspidiformes. Les fossiles se trouvent dans les strates marines d'Europe, depuis la fin du Silurien jusqu'à l'extinction du genre au début du Dévonien. Selon Paleobiology Database en 2025, ce genre a cinq espèces référencées et l'espèce type de ce genre est Anglaspis macculloughi.

## Historique
Le genre Anglaspis est décrit en 1927 par le paléontologue allemand Otto Jaekel (1863-1929),,.
L'espèce type Anglaspis macculloughi est décrite en 1891 par le paléontologue britannique Arthur Smith Woodward (1864-1944),

### Fossiles
Selon Paleobiology Database en 2025, ce genre Anglaspis a dix collections référencées de fossiles, mais une seule de l'espèce Anglaspis insignis, une seule de l'espèce A. macculloughi, les huit autres d'espèces indéterminée. Ces dix collections sont du Lochkovien inférieur du Dévonien inférieur, c'est-à-dire datent de 419,2 à 416,2 Ma avant notre ère.

### Répartition
Ces dix collections proviennent de cinq pays, une collection du Royaume-Uni, une du Nunavut au Canada, une de France, deux de Russie, et six de Norvège.

## Liste des espèces
Selon Paleobiology Database en 2025, ce genre a cinq espèces référencées :
- †Anglaspis elongata Kiaer, 1932
- †Anglaspis heintzi Kiaer, 1932
- †Anglaspis insignis Kiaer, 1932
- †Anglaspis macculloughi Woodward, 1891 espèce type
- †Anglaspis platostriata Kiaer, 1932

## Description
Comme pour les autres cyathaspidiformes, les individus d’Anglaspis avaient des plaques dorsales et ventrales recouvrant l'avant-corps, des poches branchiales et des ouvertures nasales situées sur le toit de la cavité buccale.

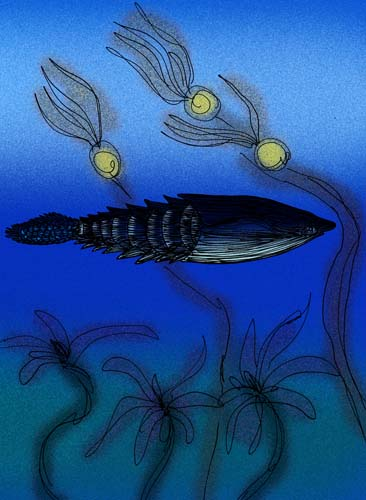
Restauration de Anglaspis macculloughi.

Les espèces d’Anglaspis du Silurien supérieur se trouvent dans les strates marines du Pays de Galles et de l'Angleterre, tandis que la plupart des espèces du Dévonien inférieur se trouvent dans les strates du Dévonien de l'île du Spitzberg, au Svalbard, en Norvège,.

## Taxonomie
Anglaspis a été, à plusieurs reprises, placé dans les familles des Cyathaspididae, des Poraspididae et dans sa propre famille, les Anglaspidae. Actuellement, il est placé parmi les Ariaspidae avec Ariaspis et Listraspis, et est considéré comme étant étroitement lié, sinon l'ancêtre de Liliaspis et Paraliliaspis.

### Publication originale
- [1891] (en) A. S. Woodward, « Catalogue of the Fossil Fishes in the British Museum (Natural History). Part II », Catalogue of the Fossil Fishes in the British Museum (Natural History), vol. 2,‎ 1891.